# Jeremiah Clarke
Jeremiah Clarke (c. 1674 – 1 de diciembre de 1707) fue un compositor y organista inglés del Barroco.

## Biografía
Se cree que Jeremiah Clarke nació en Londres en 1674 y fue alumno de John Blow, en la catedral de San Pablo. Posteriormente, se convirtió en organista en la Capilla Real. «Una violenta y desesperada pasión por una señora muy bella de una clase social superior a la suya» provocó que se suicidara mediante un disparo el 1 de diciembre de 1707. Antes de dispararse a sí mismo, también consideró la posibilidad de colgarse y ahogarse. Fue sucedido en su puesto por William Croft.

## Obra
Clarke es ahora bien recordado por su popular pieza para teclado la Marcha del príncipe de Dinamarca (Prince of Denmark's March), habitualmente llamada Trumpet Voluntary. Desde aproximadamente 1878 hasta la década de 1940, esta obra fue atribuida a Henry Purcell. Fue publicada como Trumpet Voluntary by Henry Purcell en la obra de William Sparkes "Short Pieces for the Organ», volumen VII, n.º 1 (en Londres por la editorial Ashdown and Parry). Esta versión llamó la atención de Henry Joseph Wood, que había hecho transcripciones de ella y que ambas fueron grabadas. Ello hizo que se extendiera la idea errónea entre el público de que la pieza original era de Purcell.
La famosa Trumpet Tune in D, también atribuida erróneamente a Purcell, es tomada actualmente de la semi-ópera The Island Princess, una pieza musical de Clarke y Daniel Purcell (hermano menor de Henry Purcell), que es probablemente el motivo de la confusión.
Clarke también compuso música para clavicordio y órgano y misas y otras obras religiosas, incluyendo 20 himnos y varias odas.